# Zoom gfx3
El ZOOM GFX-3 es un procesador multiefectos para guitarra eléctrica, sin embargo puede usarse también con guitarras electroacústicas. Está desarrollado por la compañía de audio Japonesa ZOOM. Tiene un versátil bloque de efectos, donde el sistema de modelado de arquitectura variable (VAMS) diseñado por ZOOM adapta la configuración interna de la unidad para conseguir exactamente el sonido
deseado.
El GFX-3 ofrece 50 opciones, que van desde efectos de distorsión y modulación hasta el procesado espacial de sonido.

## Descripción general
- Bloque de efectos

El sistema de modelado de arquitectura variable (VAMS) desarrollado por ZOOM
adapta la configuración interna de la unidad para conseguir exactamente el sonido
deseado. El GFX-3 ofrece 50 opciones, que van desde efectos de distorsión y
modulación hasta el procesado espacial de sonido.
- Programas

Puede grabar combinaciones de ajustes del módulo de efectos como programas. El
GFX-3 le ofrece 60 programas de usuario que puede modificar a su gusto y 60
programas prefijados. Juntos, esos 120 ajustes le permiten tocar música sin
más ajustes.
- Función Energizer

El Energizer le permite adaptar la salida del GFX-3 al sistema de reproducción.
Disfrute de un sonido potente y dinámico tanto con un pequeño amplificador de
guitarra como con un sistema de audio de respuesta plana.
- Diseñado para su uso en el escenario

La carcasa metálica del GFX-3 ha sido diseñada para que soporte los rigores de su
uso en el escenario. El GFX-3 puede funcionar con un adaptador de corriente alterna o con
pilas. Las pilas alcalinas le permiten utilizar la unidad de forma continua hasta 11
horas.

## Edición
Los selectores y teclas del panel le permiten acceder directamente a cualquier efecto.
Dado que no es necesario cambiar de modo, puede realizar procesos de edición
rápidamente, incluso durante las actuaciones. El pedal interno le facilita las cosas al
permitirle modificar parámetros de efectos en tiempo real. El GFX-3 es una buena
herramienta para cualquier actuación en directo.

## Efectos de distorsión
Los 20 efectos de tipo distorsión no solo recrean las características de algunos
amplificadores clásicos famosos sino que también duplican el sonido y
funcionamiento de conocidos efectos compactos y pedales. El simulador acústico
interno hace que la guitarra eléctrica suene como instrumento acústico.
- Datos: Q6171802